# 일동 (안산시)
일동(一洞)은 경기도 안산시 상록구에 위치한 동(洞)이다.

## 역사
조선 시대에는 광주군 성곶면 일리 지역이었다. 점성리(占星里), 첨성리(瞻星里) 등으로 불렸으며, 실학자 이익이 이 지역에 기거하였다. 1906년 안산군 성곶면 일리로, 1914년 시흥군 성곶면 일리로, 1949년 화성군 반월면 일리·이리로 행정구역이 바뀌었고, 1986년 안산이 시로 승격하면서 반월동으로 바뀌었다. 1991년에 반월동에서 분리되었으며, 2002년 11월 안산시 상록구로 편입되었다. 2004년 7월에는 서남부 지역이 행정동 이동으로 분리되었다.

### 지명 유래
광주군의 견아상입지였기 때문에 편의상 일리~오리라고 불렀는데, 이것이 공식 지명으로 굳어졌다고 추측된다. 한글로 된 마을 이름은 ‘구룡골’이었다. 구룡골은 용이 아홉 마리가 있는 형세라는 뜻에서 붙은 이름이다.

## 교육 기관
- 호동초등학교
- 안산성호중학교
- 안산대학교

## 교통
- 상록수역

## 의료 기관
- 안산중앙병원

## 문화
문화 휴양 시설로는 일동에서 부곡동에 걸쳐져 있는 성호공원과 안산식물원이 있다. 또, 일동에서는 일동이 실학자 성호 이익이 생활한 곳임에 기인하여 매년 5월 그를 기념하는 성호문화제를 시행하고 있다. 또 그의 무덤이 일동에 위치하고 있으며, 인근에는 성호 이익을 기념하기 위한 기념관이 있다.
- 이익선생묘
- 성호기념관